# Кабардино-черкесская письменность
Кабардино-черкесская письменность — письменность, используемая для записи кабардино-черкесского языка. За время своего существования несколько раз меняла свою графическую основу и неоднократно реформировалась. В настоящее время кабардино-черкесская письменность функционирует на кириллице. Вместе с тем в диаспоре наряду с кириллицей используется латиница.
Кабардино-черкесская письменность исторически использовала следующие графические системы:
- арабское письмо — с начала XIX века до 1920-х годов. Широкого распространения не имела
- латиница — с начала XX века до настоящего времени. Широкое распространение имела в 1923—1936 годах.
- кириллица с начала XIX века до настоящего времени. Широкое распространение с 1936 года.

## Ранние алфавиты
Возникновение кабардино-черкесской письменности относится к началу XIX века, хотя известны попытки интерпретировать отдельные эпиграфические памятники средневековья как кабардинские. Ко второй половине XVIII века относятся первые опыты фиксации кабардино-черкесского языкового материала российскими и европейскими учёными. Первым опытом разработки и внедрения собственной кабардино-черкесской письменности является кириллический алфавит, разработанный преподавателем Петербургского университета И.М.Грацилевским.  Он был составлен в 1829 году для обучения кабардинского эскадрона.

### Алфавиты Ш. Ногмы
В 1825 году кабардинский просветитель Ш. Ногма составил кабардино-черкесский алфавит на арабской графической основе. Он содержал 42 буквы, 15 из которых были придуманы автором для обозначения специфических звуков кабардино-черкесского языка.
В 1830 году, ознакомившись с опытом Грацилевского, Ногма разработал новый вариант алфавита, на этот раз на кириллической основе. Этот алфавит был использован им для записи фольклорных материалов, составления словаря и грамматики. Для обозначения специфических кабардино-черкесских звуков Ногма использовал надбуквенные диакритические знаки. В использовании отдельных букв в этом алфавите имелась некоторая непоследовательность, но в целом он имел следующие знаки: а, б, п̑, п, т, ц, ж, ч̑, х̑, х̇, д, з̑, р, з, ц, с, ш, ш̑, т̑, ж̑, г̇, ф, ф̑, в, к̑, к̈, к̇, к, г, дж, л, л̑, л̇, м, н, о, һ, х, и, і, ѣ, ы, у, ю, ъ, ь. Алфавит Ногмы, хорошо приспособленный к сложной фонетике кабардино-черкесского языка, имел большое историческое значение, но не привёл к созданию общенародной письменности.

### Алфавиты Услара и его последователей
В 1862 году учёный-кавказовед П. К. Услар с помощью черкесского просветителя У. Х. Берсея составил новый вариант кабардино-черкесского алфавита на кириллической основе (Берсей за несколько лет до этого составил также адыгейский алфавит на арабской основе). В 1865 году учитель кабардинской школы в Нальчике К. Атажукин, используя алфавит Услара, составил и издал в Тифлисе «Кабардинскую азбуку».
В 1890-е годы исследованием кабардино-черкесского языка занимался Л. Г. Лопатинский. Он усовершенствовал алфавит Услара и составил на нём кабардинский словарь, грамматику и ряд других книг. Вокруг Лопатинского сложился кружок образованных кабардинцев, один из которых, П. Тамбиев, ещё раз усовершенствовал кабардино-черкесский кириллический алфавит и в 1906 году издал на нём букварь. Ещё один вариант кириллического алфавита, в основе которого всё также лежал алфавит Услара, был разработан Татлустаном Шеретлоковым в 1916 году. В 1920 году на нём вышел букварь.

### Арабское письмо для кабардино-черкесского языка
Во второй половине XIX — начале XX века неоднократно предпринимались попытки создания кабардино-черкесской письменности на арабской графической основе. Так, в 1881 году такой алфавит был разработан поэтом Бекмурзой Пачевым. Ещё один арабизированный алфавит был разработан в Нури Цаговым в 1908 году, позднее он неоднократно совершенствовался автором. В отличие от многих других, этот вариант письменности нашёл достаточно широкое применение — на нём в 1910-е годы было выпущено несколько книг, в том числе букварь. Как и в алфавите Пачева для обозначения специфических кабардинских фонем к стандартным арабским буквам добавлялись диакритические знаки. В 1916 году Т. Шеретлоков, создавший также письменность на основе кириллицы, развивал параллельно и арабское письмо для кабардино-черкесского языка. На созданном им алфавите в первые годы после революции также было напечатано несколько книг.
В первые годы XX века предпринимались попытки создания национальной письменности и черкесами, проживавшими за пределами России. Так, в 1909 году кабардино-черкесский алфавит на арабской графической основе был составлен Мухаммедом Пчегатлуковым, жившим в Османской империи.

## Латинизированный алфавит

### Латинизация в СССР
В 1920-х годах в СССР начался процесс латинизации письменностей. Одним из первых алфавитов, переведённых на латиницу, стал кабардино-черкесский. В мае 1923 года первый проект латинизированного алфавита был разработан и опубликован Б. Хурановым. В 1924 году Хуранов, в соответствии с замечаниями и предложениями учёного-кавказоведа Н. Ф. Яковлева, внёс в свой проект ряд изменений. Этот вариант алфавита стал официальным, на нём началось издание книг и газет, также он стал преподаваться в школах. После доработки алфавит стал иметь следующий вид:а b w d g ꜧ  е ӡ z ž ⱬ i j k ⱪ q qh l  lh m n o p ph r s š ş t th v f fh x х̌ ɦ c ç ch y h u è ù â ỳ.
В 1925 году алфавит Хуранова был усовершенствован Т. Борукаевым. Его алфавит выглядел так: A a, B b, V v, D d, E e, G g, Gu gu, Z z, Ž ž, Z̧ z̧, Ӡ ӡ, Ꜧ ꜧ, Ꜧu ꜧu, Ҕ ҕ, I i, J j, K k, Ku ku, Ⱪ ⱪ, Ⱪu ⱪu, Q q, Qu qu, Qh qh, Qhu qhu, L l, , Lh lh, M m, N n, O o, P p, Ph ph, R r, S s, Š š, Ş ş, T t, Th th, U u, F f, Fh fh, X x, Xu xu, X̌ x̌, X̌u x̌u, ɦ, C c, Ç ç, Ch ch, Y y, H h, ', Ù ù, Je je, Jo jo, Ju ju, Ja ja.
I (1926 год) и II (1928 год) тюркологические съезды рекомендовали всем народам Советского Союза не только перейти на латинский алфавит, но и унифицировать те латинизированные алфавиты, которые уже были созданы ранее. В связи с этим в кабардино-черкесский алфавит были вновь внесены значительные изменения, графически сближавшие его с алфавитами других кавказских народов. В 1930 году реформированный алфавит был официально утверждён ЦИК Северо-Кавказского края. Он оставался в использовании до 1936 года.
Кабардино-черкесский алфавит, версия 1930 года:
| A a | B в | C c | Ç ç | D d | E e | F f |     | G g | Ƣ ƣ |
| H h |     |     |     | I i | J j | K k | Ķ ķ | L l | Ļ ļ |
|     | M m | N n | O o | P p |     | R r | S s | Ș ș |     |
|     | T t | Ț ț | U u | V v | W w | X x |     | Q q | Ꝗ ꝗ |
| Z z | Ƶ ƶ | Z̦ z̦ | Ӡ ӡ | Ч ч | Ь ь |     |     |     |     |

### Латинизация в диаспоре
В Сирии в 1926 году также был составлен латинизированный кабардино-черкесский алфавит. Он включал дополнительные буквы ç ğ ı ş ʌ x̆ dj dz ll tç ts, а также диакритические знаки умлаут (¨), гравис (`) и циркумфлекс (ˆ). Ещё один алфавит был составлен для черкесов Сирии и Иордании Шабаном Кубовым после Второй мировой войны. Начиная с 1952 года на нём был издан ряд книг. В этом алфавите не использовались буквы с диакритическими знаками (кроме ç и é), аналогом кириллической палочки служил знак v, аналогом кириллического у в полиграфах — знак u.
В Турции в черкесской диаспоре наиболее часто используется кириллический алфавит, однако одна из общественных организаций — ADDER — пропагандирует использование латиницы. Алфавит, предлагаемый ADDER выглядит так: A a, B b, C c, Ç ç, Ć ć, D d, E e, É é, F f, Ḟ ḟ, G g, Ǵ ǵ, Ğ ğ, H h, Ḣ ḣ, I ı, İ i, J j, Ĵ ĵ, K k, Ḱ ḱ, Ǩ ǩ, L l, Ĺ ĺ, M m, N n, O o, Ö ö, P p, Ṕ ṕ, Q q, R r, S s, Ś ś, Š š, Ş ş, Ṩ ṩ, T t, Ṫ ṫ, U u, Ü ü, W w, V v, X x, Y y, Z z, Ź ź, ' . С середины 2010-х годов этот алфавит (с небольшими вариациями) внедряется в практику школьного образования.
| Лат. | Кир.   |     | Лат.  | Кир. |       | Лат. | Кир.  |     | Лат.  | Кир. |        | Лат. | Кир.     |  | Лат. | Кир. |  | Лат. | Кир. |
| ---- | ------ | --- | ----- | ---- | ----- | ---- | ----- | --- | ----- | ---- | ------ | ---- | -------- |  | ---- | ---- |  | ---- | ---- |
| A a  | А а, І |     | E e   | Э э  |       | H h  | Хь хь |     | Ḱ ḱ   | К к  |        | Ṕ ṕ  | ПІ пІ    |  | Ş ş  | Ш ш  |  | Y y  | Й й  |
| Á á  | А а    | É é | Е е   | Ḣ ḣ  | Хъ хъ | L l  | Л л   | Q q | КІ кІ | T t  | Т т    | Z z  | З з      |  |      |      |  |      |      |
| B b  | Б б    | F f | Ф ф   | I ı  | Ы ы   | Ĺ ĺ  | Лъ лъ | R r | Р р   | Ṫ ṫ  | ТІ тІ  | Ź ź  | Дз дз    |  |      |      |  |      |      |
| C c  | Дж дж  | Ḟ ḟ | ФІ фІ | İ i  | И и   | M m  | М м   | S s | С с   | U u  | У у, І | Ü ü  | У у, Ю ю |  |      |      |  |      |      |
| Ć ć  | КІ кІ  | G g | Г г   | J j  | Ж ж   | N n  | Н н   | Ś ś | Ц ц   | V v  | В в    |      |          |  |      |      |  |      |      |
| Ç ç  | Ч ч    | Ǵ ǵ | Г г   | Ĵ ĵ  | Жь жь | O o  | О о   | Š š | ЦІ цІ | W w  | У у/-  |      |          |  |      |      |  |      |      |
| D d  | Д д    | Ğ ğ | Гъ гъ | K k  | Къ къ | P p  | П п   | Ṩ ṩ | Щ щ   | X x  | Х х    |      |          |  |      |      |  |      |      |

## Современный кириллический алфавит
В 1936 году кабардино-черкесский алфавит одним из первых среди советских алфавитов был переведён на кириллическую основу. Его автором был Тута Борукаев. Однако большое количество апострофов делали алфавит крайне неудобным, из-за чего через два года он был реформирован комиссией под руководством Н. Ф. Яковлева и принял современный вид.
Кабардинский алфавит 1936—1938 годов:А а, ’А ’а, Б б, В в, Г г, Гъ гъ, Д д, Е е, Ж ж, Жь жь, З з, И и, Й й, К к, К’ к’, Л л, Ль ль, Л’ л’, М м, Н н, О о, П п, П’ п’, Р р, С с, Т т, Т’ т’, У у, ’У ’у, Ф ф, Ф’ ф’, Х х, Хь хь, Хъ хъ, Ц ц, Ц’ ц’, Ч ч, Ш ш, Щ щ, Щ’ щ’, Ъ ъ, Ы ы, Ь ь, Э э, Ю ю, Я я.
Современный кабардино-черкесский алфавит имеет следующий вид:
| А а   | Э э     | Б б   | В в     | Г г     | Гу гу     | Гъ гъ | Гъу гъу | Д д   | Дж дж |
| Дз дз | Е е     | Ё ё   | Ж ж     | Жь жь   | З з       | И и   | Й й     | К к   | Ку ку |
| Кӏ кӏ | Кӏу кӏу | Къ къ | Къу къу | Кхъ кхъ | Кхъу кхъу | Л л   | Лъ лъ   | Лӏ лӏ | М м   |
| Н н   | О о     | П п   | Пӏ пӏ   | Р р     | С с       | Т т   | Тӏ тӏ   | У у   | Ф ф   |
| Фӏ фӏ | Х х     | Ху ху | Хь хь   | Хъ хъ   | Хъу хъу   | Ц ц   | Цӏ цӏ   | Ч ч   | Ш ш   |
| Щ щ   | Щӏ щӏ   | Ы ы   | ъ       | ь       | Ю ю       | Я я   | Ӏ ӏ     | Ӏу ӏу |       |

Буква Э обозначает краткий звук [a], Гъ — увулярный звонкий спирант, Дж и Дз — аффрикаты, Жь — палатализованный [ж], Кӏ — смычно-гортанный [к], Къ — смычно-гортанный смычный [к], Кхъ — увулярный придыхательный смычный [к], Лъ — глухой [л], Лӏ — латеральный смычно-гортанный глухой спирант [л], Пӏ — смычно-гортанный [п], Тӏ — смычно-гортанный [т], Фӏ — смычно-гортанный [ф], Хь — ларингальный глухой спирант [х], Хъ — увулярный спирант [х], Цӏ — смычно-гортанный свистящий [ц], Щ — свистящий [ш] (в незаимствованых словах), Щӏ — смычно-гортанный [щ], Ӏ — гортанный смычный звук. Элемент у в составе ди-, три- и тетраграфов обозначает огубление.
Неоднократно выдвигались проекты реформирования кабардино-черкесского кириллического алфавита. Так, в 1970 году в газете «Ленин гъуэгу» был опубликован проект, который позволил бы практически полностью отказаться от ди-, три- и тетраграфов. Однако этот проект так и не был реализован. По проекту алфавит должен был иметь следующий вид: а ә б в г гу ғ ғу д дж дз е ё ж җ з и й к ку ʀ ʀу қ қу q qу л љ ӆ м н о п п̧ р с т ҭ у ф v х ӿ ӿу х̌ ц ç ч ш s ş ь ю я I Iу h. В 1990-е годы разрабатывался проект унификации кабардино-черкесского и адыгейского алфавитов. В 1999 году этот проект был утверждён на научной конференции в Нальчике, но так и не был претворён в жизнь.